# Даблдэй, Кэйтлин
Кэйтлин Даблдэй (англ. Kaitlin Doubleday; род. 19 июля 1984, Лос-Анджелес, Калифорния) — американская актриса

.

## Биография
Даблдэй родилась и выросла в Лос-Анджелесе, штат Калифорния, в семье актёров Кристины Харт и Фрэнка Даблдэя. Её младшая сестра, Портия, также актриса.
В 2002 году она дебютировала на телевидении в эпизоде сериала «Без следа», а затем появилась в фильме «Поймай меня, если сможешь». С тех пор она сыграла заметные роли в фильмах Большая жратва (2005), Телевизор (2006) и «Нас приняли!» (2006).
В 2007 году Даблдэй исполнила одну из главных ролей в недолго просуществовавшем ситкоме ABC «Пещерный человек», который был крайне негативно принят критиками и снят с эфира после нескольких эпизодов. В последующие годы она получала лишь эпизодические роли в таких сериалах как «Братья и сёстры», «Ищейка», «C.S.I.: Место преступления», «Кости», «Мыслить как преступник», «До смерти красива», «Жеребец» и «Ведьмы Ист-Энда». Следующую регулярную роль Даблдэй получила лишь в 2014 году, в прайм-тайм мыльной опере Fox «Империя», играя Ронду Лайон.
С 6 мая 2016 года Кэйтлин замужем за музыкантом Девином Люсьеном. У супругов есть сын — Франклин Люсьен (род. в феврале 2019).